# Asbjørn Ruud
 Ikke at forveksle med Asbjørn Ruud (musiker).
Asbjørn Ruud (6. oktober 1919 på Kongsberg – 26. marts 1989 i Oslo) var en kendt skihopper fra Kongsberg. Han var søn af Niels Sigurd Theodor Ruud og Mathilde Throndsen, og en ud af flere brødre som arbejdede med skihop og alpint. De bedst kendte er Birger og Sigmund. De deltog alle for Kongsberg IF. Asbjørn Ruud var gift med den kendte svømmer Berit Haugen.
Blandt hans sejre var VM i 1938, NM i 1946 og 1948, Holmenkollen i 1946. Han fik også Holmenkollmedaljen i 1948.
Ruud arbejdede for noget tid hos sportsforretning på Kongsberg. Senere flyttede han til Oslo, hvor at han drev sportsforretning sammen med sine brødre Øyvind og Sigmund.